# المكتبة الكندية الوطنية للعلوم
المكتبة الوطنية للعلوم (NSL) ، والمعروفة سابقًا باسم المعهد الكندي للمعلومات العلمية والتقنية أو CISTI في عام 1917 كمكتبة تتبع مجلس الأبحاث الوطني في كندا (NRC). ويعد مجلس الأبحاث الوطني الجهة الرائدة في البحث والتكنولوجيا في الحكومة الكندية (RTO) ، وتعمل مع العملاء والشركاء لتقديم حلول لدعم عمليات الابتكار والبحث الاستراتيجي والخدمات العلمية والتقنية. وأخذت المكتبة دور مكتبة العلوم الوطنية بشكل غير رسمي في عام 1957، وأصبحت المكتبة الوطنية للعلوم رسميا في عام 1966.

## نبذة
تقع المكتبة الوطنية للعلوم في أوتاوا ، أونتاريو ، وتضم واحدة من أكثر مجموعات المنشورات شمولاً في العالم في مجالات العلوم والتكنولوجيا والهندسة والطب . وهي جزء من فرع خدمات المعرفة والمعلومات والتكنولوجيا في مجلس الأبحاث الوطني، وتزود المكتبة مجلس الأبحاث الوطني والمجتمع البحثي الكندي بخدمات المعلومات والمعلومات لتسريع عمليات الاكتشاف العلمي والابتكار والتسويق.
وانضم قسم البحوث الصحافية في المجلس الوطني NRC Research Press إلى المكتبة في عام 1992. وفي 1 سبتمبر لعام 2010، أصبحت شركة خاصة تسمى دار النشر للعلوم في كندا (Canadian Science Publishing) ولم تعد تتبع مباشرة لـ CISTI (المعهد الكندي للمعلومات العلمية والتقنية) أو NRC (مجلس الأبحاث الوطني في كندا).

## مبادرات الشراكة
خدمات المكتبة المشتركة - تعمل شركة NSL مع الأقسام العلمية الأخرى التابعة للحكومة الكندية على عدد من المبادرات التعاونية لتحقيق الأهداف المشتركة وتحسين تقديم خدمات المكتبات والمعرفة. وتقدم المكتبة في الوقت الحاضر خدمات لأربع إدارات / وكالات فيدرالية، منها خدمات الترخيص والاقتناء والفهرسة والمراجع وموقع المكتبة الإلكتروني وتسليم المستندات. كما تقدم جميع خدمات الدعم الفني للمكتبات لصالح وزارة الصحة الكندية (Health Canada) كجزء من شراكة بدأت في عام 2010.
المكتبة الفيدرالية للعلوم (FSL) - شراكة بين سبع إدارات / وكالات علمية تابعة لحكومة كندا لإنشاء منصة موحدة وتنفيذ عمليات مشتركة لتقديم خدمات اكتشاف المعلومات والوصول إليها للعملاء. وتم إطلاق مشروع تنفيذ FSL مدته ثلاث سنوات في أكتوبر لعام 2014 ، حيث تعمل شركة NSL كقائد تقني للمشروع.
(محرك البحث العلمي العالمي) WorldWideScience Alliance - أصبحت المكتبة الوطنية للعلوم في كندا عضوا في محرك البحث العلمي العالمي هذا منذ يونيو 2008.
DataCite - مكتبة العلوم الوطنية في مجلس الأبحاث الوطني الكندي هي عضو مؤسس في هذا الاتحاد العالمي لتخصيص DOIs لمجموعات بيانات النظام.

## اكتشاف المادة العلمية والبنية التحتية الرقمية
في ديسمبر لعام 2013 ، أنشأت شركة NSL مستودعًا رقميًا يحتوي على عدد من المنشورات، بما في ذلك مجموعة صور أرشيف للمجلس الوطني للأبحاث تضم أكثر من 12000 صورة تعود تاريخها إلى عام 1916.
وفي يونيو لعام 2011 ، أطلقت المكتبة موقع CISTI Mobile ، والذي يوفر خدمات الموقع والبحث للأجهزة المحمولة الشهيرة بما في ذلك منصات Android و Blackberry و iPhone. ويوفر موقع الويب للجوال بحثا مشتركا عبر العديد من مصادر المعلومات العلمية والتكنولوجية في مكتبة العلوم الوطنية وخارجها. وكان الموقع على الأرجح أول موقع ويب محمول تابع للمكتبة الفيدرالية الكندية.
وفي شهر أبريل لعام 2010 ، دشنت المكتبة نظام بحث موحد يسمح للعامة بالبحث في مواردها المحلية والمرخصة معًا - بما في ذلك البحث المشترك لـ NPArC ، والكتالوج الخاص بشركة NSL و NRC Research Press (قسم البحوث الصحافية في مجلس الأبحاث الوطني) . ويستطيع الباحثون أيضا في مجلس الأبحاث الوطني الربط بين عمليات البحث ومواقع الناشرين وقواعد البيانات الأخرى التي ترخصها شركة NSL بالنيابة عنهم.
وفي يونيو لعام 2009 ، دشنت المكتبة قسم أرشيف منشورات المجلس الوطني للأبحاث (NPArC) ، وهو مستودع مؤسسي يوفر منصة موحدة للبحث واستعراض المنشورات العلمية للمجلس الوطني للأبحاث. ويحتوي على عشرات الآلاف من المقالات العلمية والتقارير الفنية وفصول الكتب والمنشورات الأخرى التي أُلفت من قبل المجلس الوطني للأبحاث وإتاحتها بالمجان.

## اكتشاف البيانات البحثية والإشراف عليها
تعد المكتبة الوطنية للعلوم رائدة ومشاركة في عدد من المبادرات لعملية دعم الإشراف على البيانات واكتشافها في كندا، بجانب كونها عضوا مؤسسا في كل من موقع DataCite و Research Data Canada.
وفي شهر مايو لعام 2012 ، أطلقت المكتبة منصة DataCite Canada ، وهي خدمة تسجيل للبيانات تسمح لمراكز البيانات الكندية بتسجيل مجموعات بيانات البحث وتعيين معرفات الكائنات الرقمية (DOIs).

## تسليم الوثائق
بدءا من أواخر التسعينيات وحتى عام 2010 ، كانت المكتبة واحدة من أكبر مقدمي الوثائق في مجالات العلوم والتكنولوجيا والطب في العالم.
وفي عام 2009 ، أعلنت المكتبة أنه سيتم تقديم خدمات تسليم الوثائق بالشراكة مع شركة Infotrieve.
واعتبارًا من يونيو لعام 2010 ، تم إتاحة الوصول إلى مكتبة العلوم الوطنية ومنشورات المكتبة الزراعية الكندية من قبل شركة Infotrieve Canada Inc. ( شركة مركز ترخيص حقوق الطبع والنشر ) نيابة عن المجلس الوطني للأبحاث.
ويتكفل مركز ترخيص حقوق النشر (CCC) بالتعامل مع جميع حيثيات التسجيل والتسليم والدعاية وخدمة العملاء لجميع عملاء المجلس الوطني للأبحاث وكندا والولايات المتحدة والدوليين الراغبين في الحصول على الوثائق والمواد في مجموعة المكتبة الوطنية للعلوم التابع لمجلس الأبحاث الوطني(NRC National Science Library). كما أنهم مسؤولون عن آلية الوصول في الموقع إلى مجموعة المكتبة في مكتبة المجلس الوطني للأبحاث الرئيسية. علما أنه لطلب المستندات، يجب أن يكون لدى المستخدمين حساب في موقع مركز ترخيص حقوق النشر (CCC).

## العضوية التنظيمية
تعد شركة NSL التابعة للمجلس الوطني للأبحاث عضوا في كلا من:
- الرابطة الكندية للمكتبات البحثية (CARL)
- جمعية المكتبات الكندية (CLA)
- الاتحاد الدولي DataCite
- المجلس الدولي للمعلومات العلمية والتقنية (ICSTI)
- بيانات البحث كندا

## وصلات خارجية
- مكتبة NRC الوطنية للعلوم